# 朱由札
怀安王朱由札（17世纪—17世纪），明朝怀安怀安王朱翊锧孙，怀安长子朱常㶄子。
万历年间受封为怀安长孙。天啟元年（1621年）五月，明熹宗御皇極殿传诏书遣正使安慶伯張世恩、襄城伯李守錡、禮部主事萬應乾、編修楊景辰、簡討曾楚鄉、禮科給事中周士樸、大理寺寺丞顧慥、吏科給事中成明樞、簡討王應熊等、副使戶科給事中程註、兵科給事中尹同皋、中書舍人楊去疵、姜士望、行人徐天衢、吳國華、張訥、李彬、謝雲虬持節捧冊封朱由札袭封為懷安王。朱常㶄也因而被追封为怀安王。
天启三年（1623年）六月，禮部奏請遣太子太保襄城伯李守錡、刑科右給事中許可徵冊封懷安王妃葉氏，获准。
崇祯十五年（1642年）闰十一月闯军攻破汝宁府时，朱由札与崇王朱由樻一同被俘。明朝灭亡后，朱由札留在河南。隆武元年（1645年）九月，投降清朝。